# Astwith
Astwith – wieś w Anglii, w hrabstwie Derbyshire, w dystrykcie Bolsover. Leży 30 km na północ od miasta Derby i 203 km na północny zachód od Londynu.